# Clintamra nolinae
Clintamra nolinae — вид грибів, що належить до монотипового роду Clintamra.

## Поширення та середовище існування
Знайдений в Аризоні (США) на листках Nolinia microcarpa.